# (246) Asporina
(246) Asporina és un asteroide pertanyent al cinturó d'asteroides descobert per Alphonse Louis Nicolas Borrelly el 6 de març de 1885 des de l'observatori de Marsella, França.
Està nomenat així per Asporina, una antiga deessa d'Àsia Menor.

## Característiques orbitals
Asporina està situat a una distància mitjana de 2,694 ua del Sol, podent apropar-se fins a 2,399 ua. Té una inclinació orbital de 15,62° i una excentricitat de 0,1095. Triga 1615 dies a completar una òrbita al voltant del Sol.